# Nipponasellus takefuensis
Nipponasellus takefuensis är en kräftdjursart som först beskrevs av Matsumoto 1961.  Nipponasellus takefuensis ingår i släktet Nipponasellus och familjen sötvattensgråsuggor. Inga underarter finns listade i Catalogue of Life.